# Bryant-Denny Stadium
Das Bryant-Denny Stadium ist ein College-Football-Stadion auf dem Campus der University of Alabama in Tuscaloosa im US-Bundesstaat Alabama. Es ist die Heimspielstätte des College-Football-Teams der Alabama Crimson Tide (Southeastern Conference, SEC), das in der National Collegiate Athletic Association (NCAA) organisiert ist. Die Anlage hieß ursprünglich George Hutchenson Denny Stadium, benannt nach George Hutcheson Denny (1870–1955), einem ehemaligen Präsident der Universität, und wurde im Sommer 1975 mit dem Namenszusatz des Erfolgscoaches Paul William „Bear“ Bryant (1913–1983) versehen.

## Geschichte
Als Ersatz für das Denny Field wurde das Denny Stadium am 28. September 1929 eröffnet Das erste Spiel bestritten Crimson Tide und Ole Miss Rebels (55:0). Am 5. Oktober standen sich die Mannschaften noch einmal gegenüber. Wieder siegten die Hausherren, diesmal mit 22:7. Ursprünglich hatte die Anlage eine Kapazität von 12.000 Zuschauern. Eine erste Erweiterung erfolgte bereits 1937, als die Kapazität auf 24.000 erhöht wurde. In den Jahren 1950, 1961, 1966, 1988, 1998 und 2006 wurde die Kapazität schrittweise auf 92.138 gebracht.
Im Februar 2009 bewilligte der Überwachungsausschuss der Universität eine Stadionerweiterung in der südlichen Endzone. 2010 brachte der Ausbau die Sportarena auf 101.821 Plätze. Im Herbst 2018 stellte die Universität einen Zehn-Jahres-Plan für die Modernisierung der Sportanlagen der Universität (u. a. Coleman Coliseum, Mal M. Moore Athletic Facility und weitere Sportanlagen) vor. Über den Zeitraum sollen 600 Millionen US-Dollar investiert werden. Nach dem Umbau von 2019 bis 2020 bietet die Spielstätte zur Saison 2021/22 insgesamt 100.077 Plätze. Das Stadion verfügt über 173 Logen (genannt: Skyboxes). Auf der Osttribüne befinden sich sieben Premium-Skyboxes und 92 Skyboxes. Auf der Nordtribüne sind es 38 Skyboxes und im Süden befinden sich 36 Skyboxes.

## Galerie

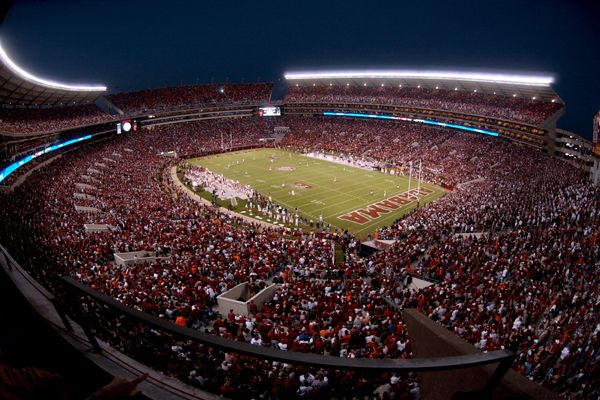
Iron Bowl 2006
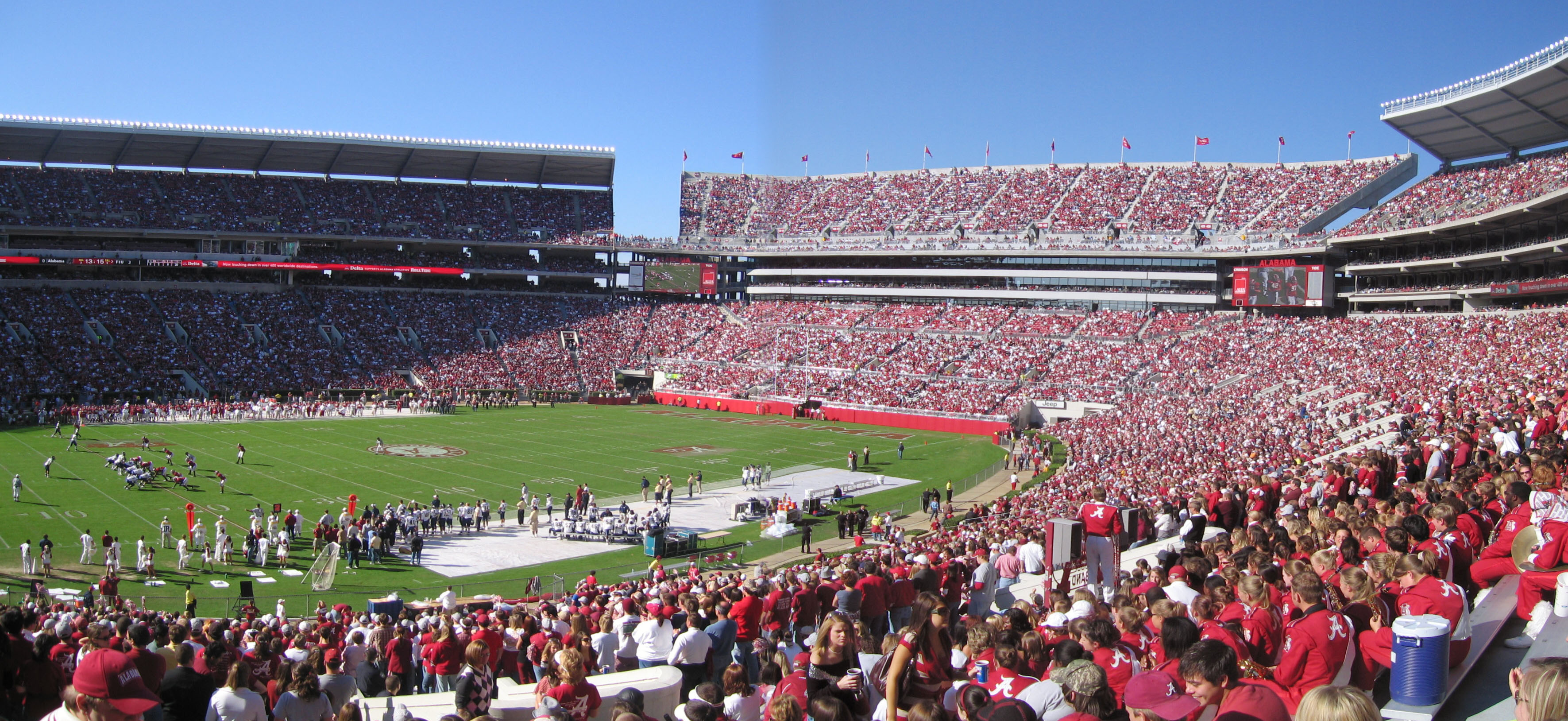
Blick in das Stadion (2006)
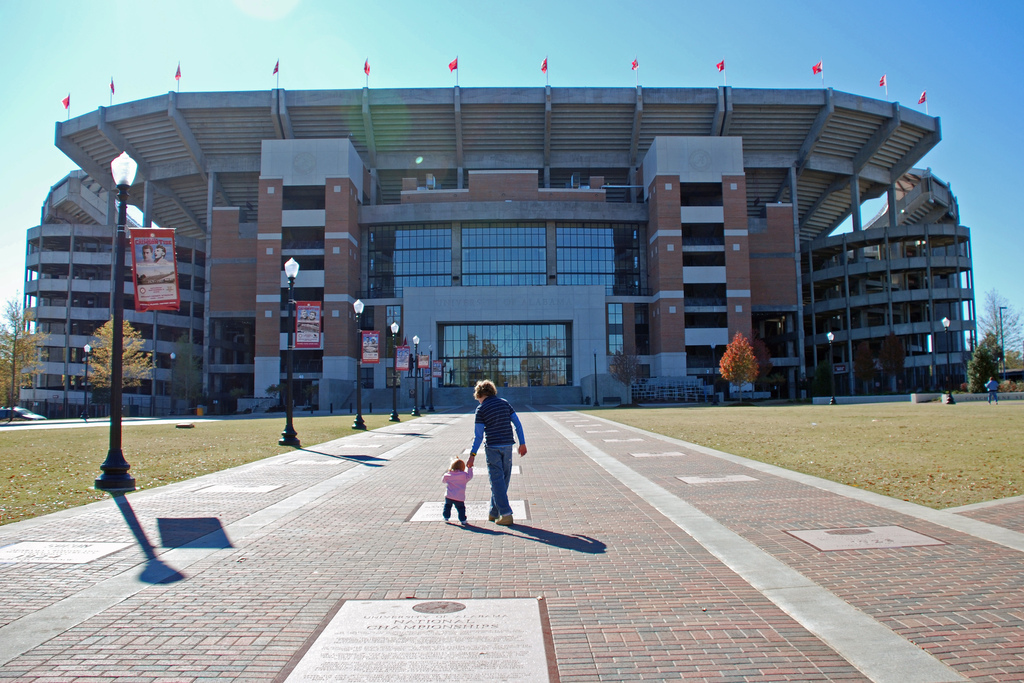
Außenansicht des Stadions
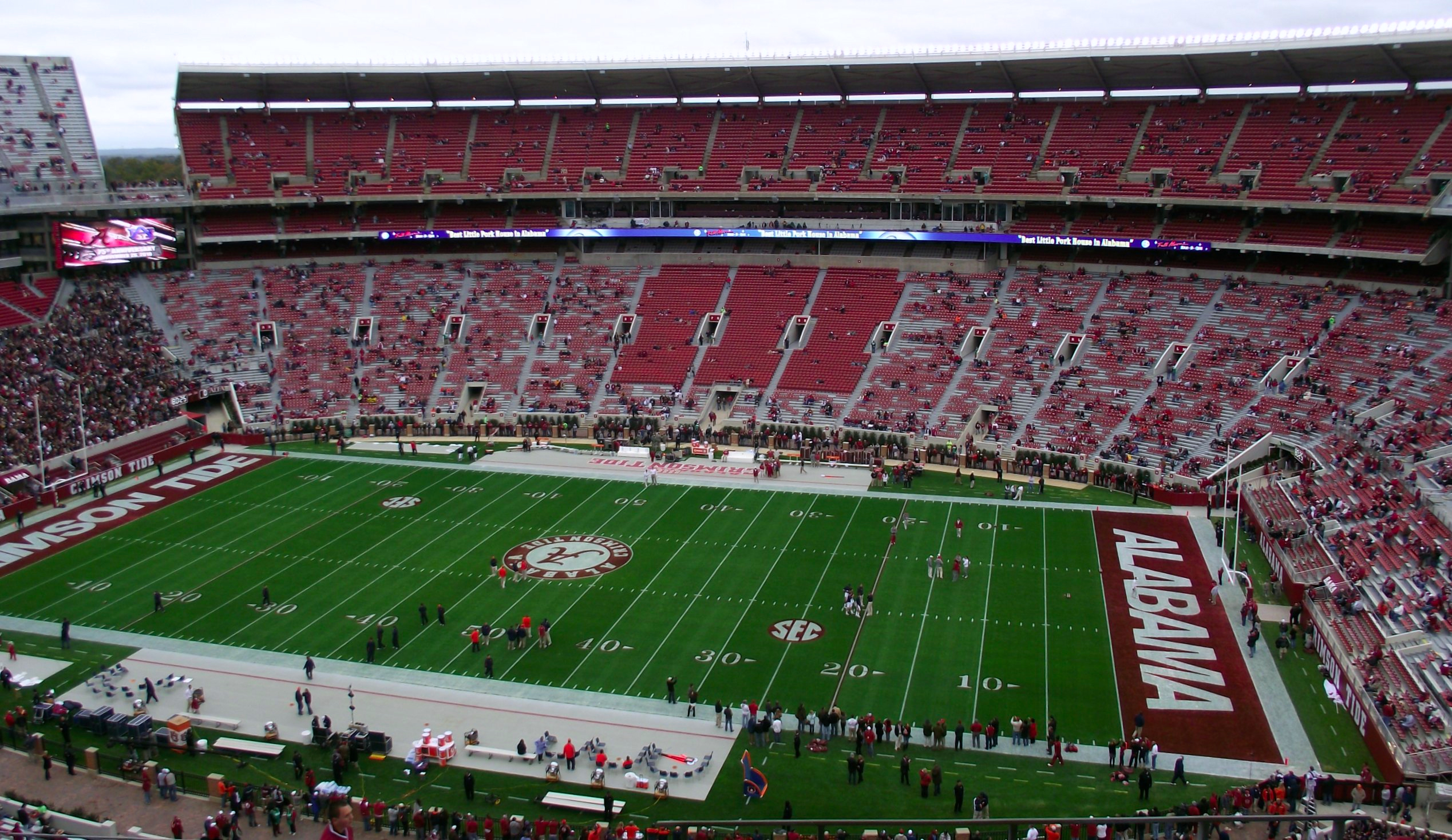
Die Westtribüne des Bryant-Denny Stadium (2010)